# Закканьяїт
Закканьяїт — мінерал із формулою {\displaystyle {\ce {Zn4Al2CO3 (OH)12 * 3H2O}}}. Зустрічається у вигляді білих гексагональних кристалів, асоційованих з кальцитом, у порожнинах каррарського мармуру італійських Альп,. Названий на честь Доменіко Закканья (1851—1940), італійського геолога та мінералога, колекціонера мінералів.
Вважається, що закканьяїт утворюється при гідротермальному перетворенні сфалериту в середовищі, багатому алюмінієм.
Місця знахідок: кар'єр Каладжіо (Каррара), в провінції Масса-Каррара (Тоскана, Італія); Верв'є (Бельгія); Лавріон (Греція); провінція Віченца (Італія); Кантабрія (Іспанія).